# Liste der Gerichtsbezirke in Niederösterreich
Diese Liste der Gerichtsbezirke in Niederösterreich listet alle 26 bestehenden sowie die ehemaligen Gerichtsbezirke im österreichischen Bundesland Niederösterreich auf.

## Geschichte
Die heute bestehenden Gerichtsbezirke gehen auf das Jahr 1849/50 zurück. Nach der Abschaffung der Patrimonial-Gerichte wurden die Justizgeschäfte den neu bestellten landesfürstlichen Gerichten unterstellt. Diese entstanden für Niederösterreich in Korneuburg, St. Pölten, Krems, Wiener Neustadt und Wien.
Die zwischen 1920 und 1922 durchgeführte Trennung Wiens von Niederösterreich bedeutete auch den Wegfall zahlreicher Gerichtsbezirke aus dem Land Niederösterreich, weiters kam es im Laufe der folgenden Jahrzehnte zu einer sukzessiven Reduzierung der niederösterreichischen Gerichtsbezirke. Bestanden 1923 noch 66 Gerichtsbezirke, so reduzierte sich die Anzahl bis 1951 bereits auf 59 Gerichtsbezirke.
Nachdem die Zahl der Gerichtsbezirke bis 1981 mit 60 praktisch stabil geblieben war,
bestanden 2005 nur noch 36 Gerichtsbezirke in Niederösterreich.
Von den zu dieser Zeit noch 32 bestehenden Gerichtsbezirken wurden mit 1. Jänner 2013 bzw. 1. Jänner 2014 neun mit anderen zusammengelegt. Ebreichsdorf wanderte zu Baden, Haag und Waidhofen an der Ybbs zu Amstetten, Gloggnitz zu Neunkirchen, Laa an der Thaya zu Mistelbach, Stockerau zu Korneuburg, Ybbs zu Melk und Zistersdorf zu Gänserndorf.
Der Gerichtsbezirk Purkersdorf sollte mit dem Bezirksgericht in Wien-Hietzing verschmolzen werden, wodurch erstmals ein Gerichtsbezirk über Bundesländergrenzen entstehen sollte.
Dieser Plan wurde jedoch 2016 zurückgestellt.
Ursprünglich sollten auch gleichzeitig mit der Auflösung die betroffenen Bezirksgerichte aufgelassen werden. Dies war aber in einigen ehemaligen Standorten nicht möglich. Die Gerichte in Waidhofen an der Ybbs, Haag, Ybbs und Gloggnitz mussten vorerst auf unbestimmte Zeit geöffnet bleiben, da an den neuen Standorten kein Platz vorhanden war oder ein geplanter Zubau noch gar nicht begonnen wurde.
Am 1. September 2017 wurden die seit 2014 aufgelösten Bezirksgerichte Haag und Waidhofen an der Ybbs wiedererrichtet.

## Gerichtsbezirke

### Bestehende Gerichtsbezirke
Die Tabelle enthält im Einzelnen folgende Informationen:
| GRKZ:               | Gerichtsbezirkskennziffer (lt. Statistik Austria)                                                   |
| Gerichtsbezirk:     | Name des Gerichtsbezirkes                                                                           |
| Landesgericht:      | Landesgericht, dem das Bezirksgericht unterstellt ist                                               |
| Politischer Bezirk: | Politische(r) Bezirk(e), in dem der Gerichtsbezirk liegt                                            |
| Bevölkerung:        | Zahl der gemeldeten Bewohner mit Hauptwohnsitz im jeweiligen Gerichtsbezirk (Stand: 1. Jänner 2024) |
| Fläche:             | Fläche der Gerichtsbezirke in km² (Stand: 2016)                                                     |

| GRKZ | Gerichtsbezirk            | Landesgericht      | Politische(r) Bezirk(e) Statutarstädte* | Bevölkerung | Fläche   |
| ---- | ------------------------- | ------------------ | --------------------------------------- | ----------- | -------- |
| 3051 | Amstetten                 | St. Pölten         | Amstetten                               | 53.583      | 1.317,37 |
| 3061 | Baden                     | Wiener Neustadt    | Baden                                   | 150.203     | 753,64   |
| 3071 | Bruck an der Leitha       | Korneuburg         | Bruck an der Leitha                     | 48.880      | 495,01   |
| 3081 | Gänserndorf               | Korneuburg         | Gänserndorf                             | 108.939     | 1.272,03 |
| 3091 | Gmünd in Niederösterreich | Krems an der Donau | Gmünd                                   | 35.733      | 786,71   |
| 3052 | Haag                      | St. Pölten         | Amstetten                               | 42.548      | 370,00   |
| 3102 | Hollabrunn                | Korneuburg         | Hollabrunn                              | 52.026      | 1.010,76 |
| 3112 | Horn                      | Krems an der Donau | Horn                                    | 30.972      | 783,72   |
| 3241 | Klosterneuburg            | Korneuburg         | Tulln, Korneuburg                       | 40.046      | 111,44   |
| 3121 | Korneuburg                | Korneuburg         | Korneuburg                              | 81.508      | 626,83   |
| 3011 | Krems an der Donau        | Krems an der Donau | Krems an der Donau*, Krems              | 81.988      | 974,62   |
| 3142 | Lilienfeld                | St. Pölten         | Lilienfeld                              | 25.284      | 932,15   |
| 3152 | Melk                      | St. Pölten         | Melk                                    | 79.420      | 1.014,28 |
| 3162 | Mistelbach                | Korneuburg         | Mistelbach                              | 77.149      | 1.292,53 |
| 3171 | Mödling                   | Wiener Neustadt    | Mödling                                 | 121.264     | 277,47   |
| 3192 | Neulengbach               | St. Pölten         | St. Pölten                              | 38.663      | 372,90   |
| 3183 | Neunkirchen               | Wiener Neustadt    | Neunkirchen                             | 87.377      | 1.150,17 |
| 3242 | Purkersdorf               | St. Pölten         | St. Pölten                              | 31.333      | 165,33   |
| 3021 | St. Pölten                | St. Pölten         | St. Pölten*, St. Pölten                 | 123.235     | 858,11   |
| 3201 | Scheibbs                  | St. Pölten         | Scheibbs                                | 41.999      | 1.023,65 |
| 3243 | Schwechat                 | Korneuburg         | Bruck an der Leitha                     | 60.333      | 208,20   |
| 3212 | Tulln                     | St. Pölten         | Tulln                                   | 81.392      | 657,82   |
| 3222 | Waidhofen an der Thaya    | Krems an der Donau | Waidhofen an der Thaya                  | 25.490      | 669,14   |
| 3031 | Waidhofen an der Ybbs     | St. Pölten         | Waidhofen an der Ybbs*, Amstetten       | 33.228      | 572,66   |
| 3041 | Wiener Neustadt           | Wiener Neustadt    | Wiener Neustadt*, Wiener Neustadt       | 129.475     | 1.033,26 |
| 3254 | Zwettl                    | Krems an der Donau | Zwettl                                  | 41.655      | 1.399,12 |

### Ehemalige Gerichtsbezirke
| Gerichtsbezirk:          | Name des Gerichtsbezirkes                                                        |
| Politische(r) Bezirk(e): | Politische(r) Bezirk(e), in dem der Gerichtsbezirk zuständig war                 |
| Auflösung:               | Datum, mit dem die Auflösung des Gerichtsbezirkes rechtswirksam wurde            |
| Zugewiesen zu:           | Gerichtsbezirk, dem das Gebiet des aufgelösten Gerichtsbezirkes zugewiesen wurde |

| Gerichtsbezirk                    | Politischer Bezirk        | Auflösungsdatum | Zugewiesen zu                              |
| --------------------------------- | ------------------------- | --------------- | ------------------------------------------ |
| Allentsteig                       | Zwettl                    | 1. Jan. 1992    | Zwettl                                     |
| Aspang                            | Neunkirchen               | 1. Juli 2002    | Neunkirchen, Gloggnitz                     |
| Atzenbrugg                        | Tulln                     | 1. Jan. 1924    | Tulln, Neulengbach                         |
| Dobersberg                        | Waidhofen an der Thaya    | 1. Okt. 1925    | Waidhofen an der Thaya, Raabs an der Thaya |
| Ebreichsdorf                      | Baden                     | 1. Jan. 2013    | Baden                                      |
| Eggenburg                         | Horn                      | 1. Juli 2002    | Horn                                       |
| Feldsberg                         | Mistelbach                | 1. Jan. 1923    | Poysdorf                                   |
| Floridsdorf-Umgebung              | Korneuburg, Wien-Umgebung | 1. Aug. 1957    | Korneuburg, Wolkersdorf                    |
| Gaming                            | Scheibbs                  | 1. Feb. 1962    | Scheibbs                                   |
| Geras                             | Horn                      | 1. Feb. 1962    | Horn                                       |
| Gföhl                             | Krems                     | 1. Jan. 1992    | Krems an der Donau                         |
| Gloggnitz                         | Neunkirchen               | 1. Jan. 2014    | Neunkirchen                                |
| Göstling an der Ybbs              | Scheibbs                  | 1854            |                                            |
| Groß-Enzersdorf                   | Gänserndorf               | 1. Juli 2002    | Gänserndorf                                |
| Groß-Gerungs                      | Zwettl                    | 1. Jan. 1992    | Zwettl                                     |
| Gutenstein                        | Wiener Neustadt           | 1. Feb. 1962    | Wiener Neustadt                            |
| Hainburg an der Donau             | Bruck an der Leitha       | 1. Juli 2002    | Bruck an der Leitha                        |
| Hainfeld                          | Lilienfeld                | 1. Juli 2002    | Lilienfeld                                 |
| Haugsdorf                         | Hollabrunn                | 1. Jan. 1992    | Hollabrunn                                 |
| Heidenreichstein                  | Gmünd                     | 1854            | Litschau                                   |
| Herzogenburg                      | St. Pölten                | 1. Juli 2002    | St. Pölten, Neulengbach                    |
| Hohenberg                         | Lilienfeld                | 1854            | Lilienfeld                                 |
| Kirchberg am Wagram               | Tulln                     | 1. Juli 2002    | Tulln                                      |
| Kirchberg an der Pielach          | St. Pölten                | 1. Feb. 1962    | St. Pölten                                 |
| Kirchschlag in der Buckligen Welt | Wiener Neustadt           | 1. Jan. 1992    | Wiener Neustadt                            |
| Krumbach                          | Wiener Neustadt           | 1854            | Wiener Neustadt                            |
| Laa an der Thaya                  | Mistelbach                | 1. Jan. 2013    | Mistelbach                                 |
| Langenlois                        | Krems                     | 1. Juli 2002    | Krems an der Donau                         |
| Litschau                          | Gmünd                     | 1. Jan. 1992    | Gmünd in Niederösterreich                  |
| Mank                              | Melk                      | 1. Juli 2002    | Melk                                       |
| Marbach an der Donau              | Melk                      | 1854            |                                            |
| Marchegg                          | Gänserndorf               | 1. Jan. 1992    | Gänserndorf                                |
| Matzen                            | Gänserndorf               | 8. Sep. 1945    | Gänserndorf                                |
| Mautern                           | Krems                     | 1924            | Krems an der Donau                         |
| Oberstockstall                    | Tulln                     | 1854            |                                            |
| Ottenschlag                       | Zwettl                    | 1. Jan. 1992    | Zwettl                                     |
| Persenbeug                        | Melk                      | 1. Jan. 1992    | Ybbs                                       |
| Pöggstall                         | Melk                      | 1. Feb. 1962    | Melk                                       |
| Pottenstein                       | Baden                     | 1. Jan. 2004    | Baden                                      |
| Poysdorf                          | Mistelbach                | 1. Juli 2002    | Laa an der Thaya                           |
| Raabs an der Thaya                | Waidhofen an der Thaya    | 1. Jan. 1992    | Waidhofen an der Thaya                     |
| Ravelsbach                        | Hollabrunn                | 1. Jan. 1992    | Hollabrunn                                 |
| Retz                              | Hollabrunn                | 1. Juli 2002    | Hollabrunn                                 |
| St. Peter in der Au               | Amstetten                 | 1. Juli 2002    | Amstetten, Haag, Waidhofen an der Ybbs     |
| Schönbach                         | Zwettl                    | 1854            | Zwettl                                     |
| Schrems                           | Gmünd                     | 1. Jan. 1992    | Gmünd in Niederösterreich                  |
| Spitz                             | Krems                     | 1. Jan. 1992    | Krems an der Donau                         |
| Stockerau                         | Korneuburg                | 1. Jan. 2013    | Korneuburg                                 |
| Türnitz                           | Lilienfeld                | 1854            | Lilienfeld                                 |
| Weitra                            | Gmünd                     | 1. Jan. 1992    | Gmünd in Niederösterreich                  |
| Wolkersdorf                       | Mistelbach                | 1. Juli 2002    | Mistelbach                                 |
| Ybbs                              | Melk                      | 1. Jan. 2014    | Melk                                       |
| Zistersdorf                       | Gänserndorf               | 1. Jan. 2013    | Gänserndorf                                |